# Natten
Natten er et rundt relief af Bertel Thorvaldsen modelleret i 1815.
Relieffet er en allegori over natten og viser den personificerede nat som en frit svævende bevinget kvinde med to sovende nøgne børn i sin favn.
Hun har bøjet nakke, lukkede øjne, er draperet og har valmuer som hårkrans og tørklæde på hovedet.
Til højre i billedet ses en svævende ugle.
De to børn er allegori over det antikke motiv, tvillingerne Søvn (Hypnos) og Død (Thanatos).
I den græske og romerske mytologi er Hypnos' og Thanatos' mor gudinden Nat (Nyx eller Nox), der ofte fremstilles om en ung kvinde.
I Thorvaldsens relief er hun den omsorgsfulde mor.
Uglen er som nattens fugl symbol på nattens stilhed gennem dens lydløse flugt.
Valmuen, via dets funktion som søvndyssende narkotikum, og uglen er desuden sammen med flagermusen og en maske (som ikke ses i relieffet) Nyx' attributter.
Relieffet er udført i marmor og har en nettodiameter på 80,5 centimeter.
Det er signeret "AT".
Thorvaldsen modellerede relieffet efter en femårig søns død.
I 1959 blev relieffet givet i gave til Thorvaldsens Museum hvor det nu befinder sig.
Natten og dets parallelrelief, Dagen, beskrives som "Thorvaldsens mest populære relieffer".
Samme år som Natten og Dagen skabte Thorvaldsen et tredje kendt relief: Kong Priamos af Troja bønfalder Achilleus om sin søn Hectors lig.
Relieffet findes i kopier.
Man finder fx en på Museum für Hamburgische Geschichte, og i Lysthuset i Ribe Kunstmuseums have er den og andre kopier af Thorvaldsens værker indstøbt i væggene. En plakette af støbt gips i original størrelse blev i 2015 solgt fra Bruun Rasmussen for 4.000 kroner.
Bing & Grøndahl fabrikerede i 1800-tallet en platte med motivet,
og butikken for Københavns Domkirke sælger sådanne kopier i størrelsen 14 centimeters diameter for 125 kroner.
På Thorvaldsens tid skrev Just Mathias Thiele om udbredelsen af kopierne af Natten og Dagen i Rom: "Næsten hvertandet Boutikvindue i Corso, Condotti, Babuina og Piazza di Spagna fremstiller dem, skaarne i Steen eller i Conchyllier, afstöbte i Paster eller i Gips, til quindelige Smykker eller til en simpel og kjær Erindring om den elskelige Kunstners elskeligste Værk."
Man ser også Natten gengivet på mange gravstene.
Et kunstværk i modsætning til Bertel Thorvaldsens Natten og det klassicistiske skulpturideal er Niels Hansen Jacobsens ekspressive skulptur Natten fra 1895 hvor natten er personificeret med en djævlelignende skikkelse.